# Synthliboramphus craveri
Synthliboramphus craveri е вид птица от семейство Кайрови (Alcidae). Видът е световно застрашен, със статут Уязвим.

## Разпространение
Видът е разпространен в Мексико и САЩ.